# Koszutka

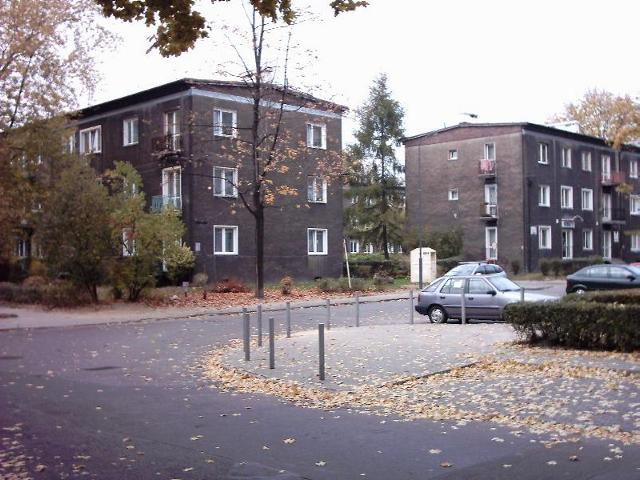
Koszutka – typische Mehrfamilienhäuser

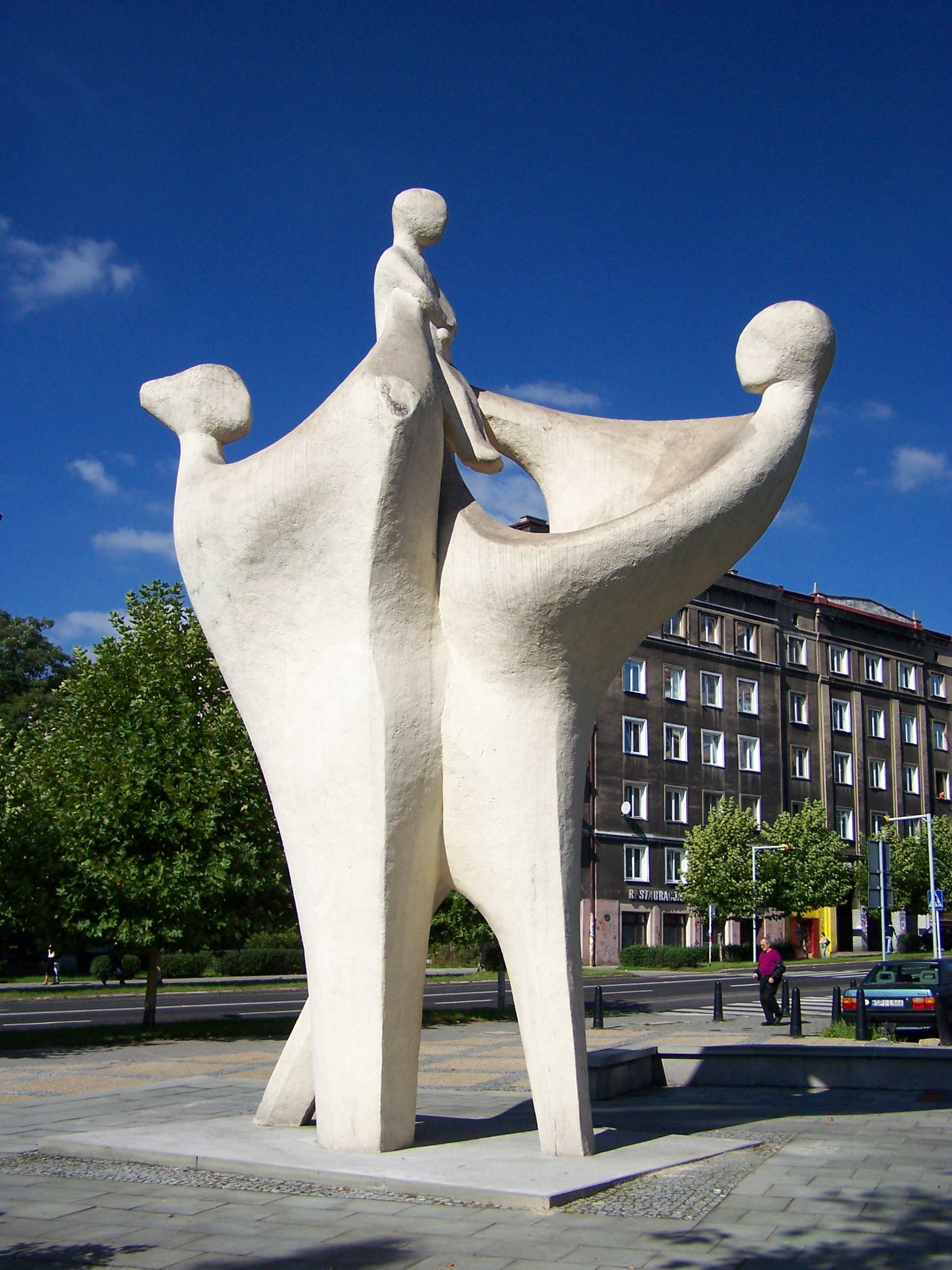
Koszutka – Denkmal „Familie“ („Rodzina“)

Koszutka (deutsch Kossutka) ist mit 1,4 km² Fläche der kleinste Stadtteil von Kattowitz und liegt nördlich der Umgehungsstraße DTŚ (Drogowa Trasa Średnicowa), beiderseits der Korfanty Allee und wird als Verlängerung der eigentlichen Stadtmitte – des Śródmieście – angesehen. Angrenzende Stadtteile sind Śródmieście, Wełnowiec, Bogucice und Dąb.
2003 betrug die Einwohnerzahl etwa 12.600, 1997 etwa 13.600. In dieser Zeit sank die Einwohnerzahl pro km² von 9.710 auf 9.000. Der Altersdurchschnitt in Koszutka liegt deutlich über dem Durchschnittsalter in Kattowitz. Der nördliche Bereich des Stadtteils ist ein Villenviertel, der südliche Bereich ist geprägt von mehrgeschossigen Mehrfamilienhäusern aus den 1950er Jahren und Wohnblocks aus nachfolgenden Jahrzehnten. Der hauptsächlich als Wohnviertel ausgeprägte Stadtteil mit geringem Anteil an Büro- und Dienstleistungsfläche bietet kaum noch freie Bebauungsflächen. Aufgrund der zentralen Lage sind in Koszutka einige kommunale Dienstleistungseinrichtungen angesiedelt.
Koszutka entstand im 17. Jahrhundert als eine Kolonie von Bogucice. Die Entwicklung des Stadtteils war insbesondere im 19. Jahrhundert ausgeprägt. Das bauliche Wachstum stockte jedoch aufgrund des mehrjährigen Brandes des Bergwerkes „Fanny“, bei dem es zu Absenkungen des Bodens kam. In den 1930er Jahren konzentrierte sich die bauliche Expansion auf den westlichen Teil der heutigen Korfanty-Allee (Aleja Korfantego). 1924 wurde Koszutka – gemeinsam mit Bogucice – Teil von Kattowitz. Zu Zeiten der Volksrepublik Polen (PRL) war Koszutka hauptsächlich als Marchlewski-Arbeiterviertel (Osiedle Robotnicze im. J. Marchlewskiego) bekannt. Zu dieser Zeit wurden die sogenannten „familoki“ durch neue, niedergeschossige Bebauung ersetzt. Ende der 1960er Jahre entstanden dan die „Blauen Blöcke“ („niebieske bloki“) – höhere Mehrfamilienhäuser – sowie der Einkaufspavillonkomplex entlang der Königshütter Straße (ul. Chorzowska), allgemein bekannt unter dem Namen „Passage“ („pasaż“).

## Sehenswürdigkeiten
- Mehrzweckhalle „Spodek“
- Institut für Bergbau (Główny Instytut Górnictwa)
- Grunwaldplatz (Plac Grunwaldzki) mit der monumentalen Plastik „Familie“ („Rodzina“) von J. Kwiatkowski
- Pädagogische und Psychologische Fakultät der Schlesischen Universität
- Schlesischer Fantasy Klub (Śląski Klub Fantastyki)
- Zentrum für Filmkunst (Centrum Sztuki Filmowej) im umgebauten Gebäude des ehemaligen Kino „Kosmos“
- Städtisches Haus der Kultur (Miejski Dom Kultury) ul. Grażyńskiego 47
- Ärztehaus (Dom Lekarza) Sitz der schlesischen Kreisärztekammer
- Bürokomplex „Podkowy“, vom General Jerzy Ziętek als Wohnraum für Soldaten und Polizisten übergeben
- Bürokomplex des Ingenieurbüros für Studien und Projekte der Kohleindustrie (Biuro Studiów i Projektów Przemysłu Węglowego) am Grunwaldplatz
- Galerie-Wohnkomplex entlang der Korfanty Allee

## Öffentliche Verkehrsmittel
Koszutka erreicht man am besten mit den Straßenbahnen der Tramwaje Śląskie mit den Linien Nr. 6, 11, 13, 14, 16, 23 und 41. Daneben verkehren auch Busse des ZTM durch Koszutka, hauptsächlich mit den Zielen Siemanowice, Bogucice und Zagłębie.